# 吹矢町
吹矢町（ふきやちょう）は、愛知県岡崎市の町名である。丁番を持たない単独町名であり、小字は設置されていない。

## 地理
岡崎市のやや南西に位置する。主に住宅地を形成している。58個の番地を持つ。

### 番地
| - 1 - 2 - 4 - 5 - 7 - 8 - 9 - 10 - 11 - 12 - 13 - 14 - 15 - 16 | - 18 - 19 - 22 - 23 - 25 - 27 - 29 - 31 - 33 - 36 - 37 - 38 - 39 - 40 | - 41 - 42 - 43 - 45 - 46 - 47 - 48 - 50 - 51 - 52 - 54 - 57 - 58 - 59 | - 62 - 63 - 64 - 65 - 66 - 67 - 69 - 70 - 71 - 73 - 75 - 76 - 77 | - 79 - 80 - 81 - 82 - 88 - 89 - 90 - 91 - 94 - 95 - 96 - 97 - 99 |

## 世帯数と人口
2019年（令和元年）5月1日現在の世帯数と人口は以下の通りである。
| 町丁   | 世帯数  | 人口  |
| ------ | ------- | ----- |
| 吹矢町 | 172世帯 | 329人 |

### 人口の変遷
国勢調査による人口の推移
| 1995年（平成7年）  | 356人 | [ 6 ]  |  |
| 2000年（平成12年） | 344人 | [ 7 ]  |  |
| 2005年（平成17年） | 342人 | [ 8 ]  |  |
| 2010年（平成22年） | 329人 | [ 9 ]  |  |
| 2015年（平成27年） | 352人 | [ 10 ] |  |

## 小・中学校の学区
市立小・中学校に通う場合、学区は以下の通りとなる。
| 番・番地等 | 小学校             | 中学校             |
| ---------- | ------------------ | ------------------ |
| 全域       | 岡崎市立三島小学校 | 岡崎市立竜海中学校 |

## 歴史
額田郡明大寺村の一部を前身とする。

### 沿革
- 1957年（昭和32年）11月15日 - 明大寺町の一部より、吹矢町が成立[1][12]。

## 施設

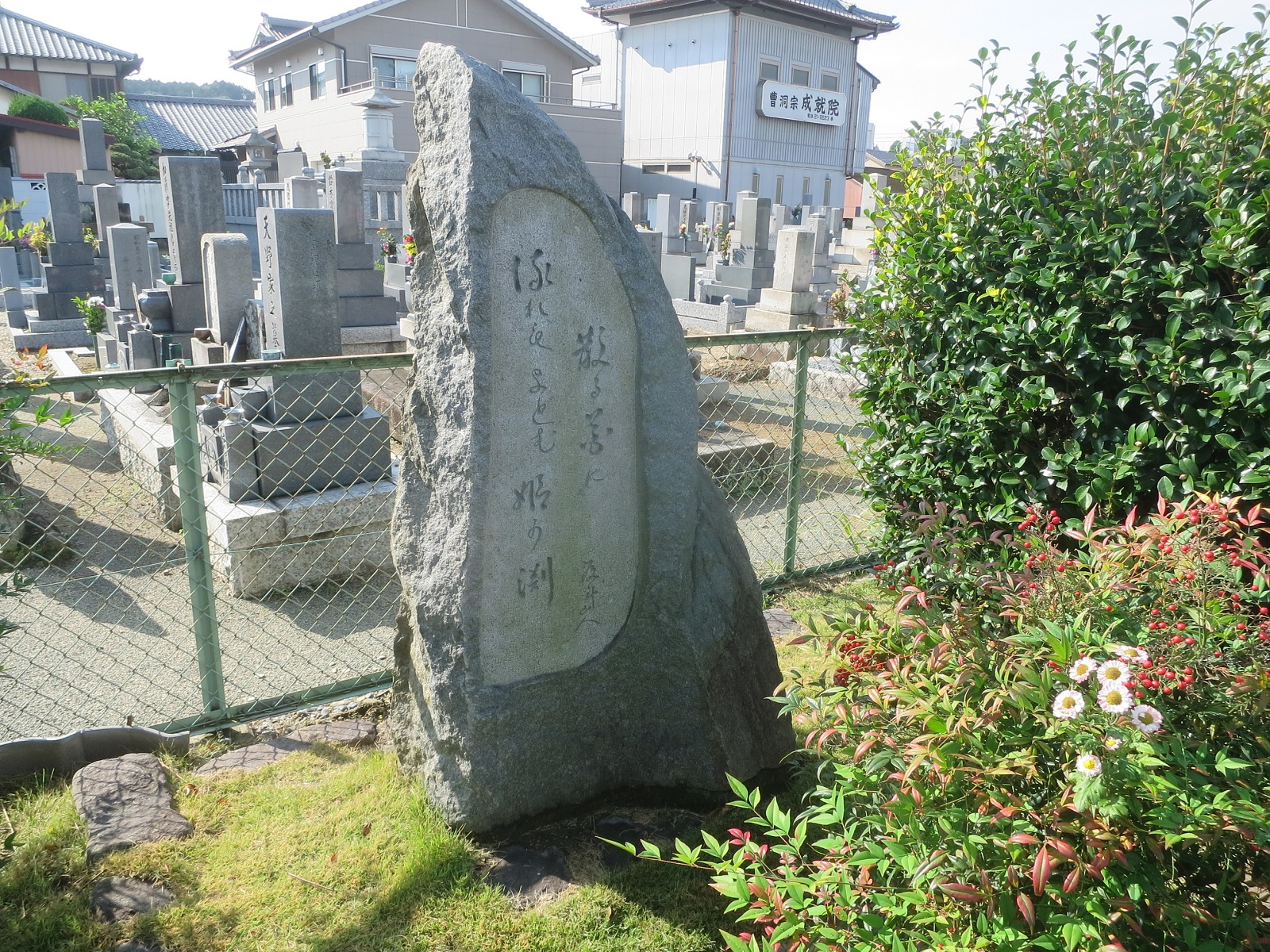
浄瑠璃ヶ淵跡にある内藤卯三郎の句碑

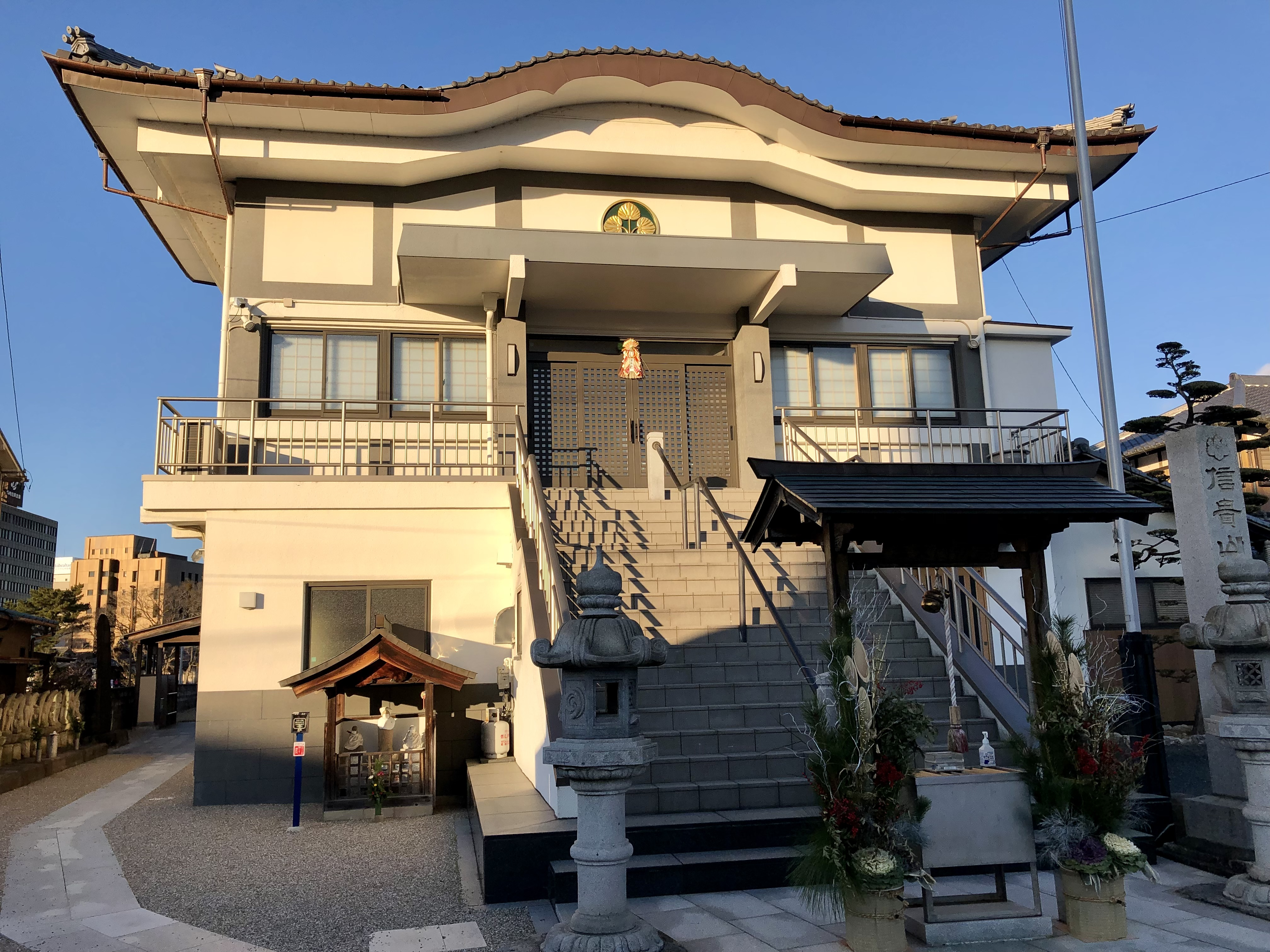
成就院

- 佐鳴予備校東岡崎駅前校1号館
- 成就院
- 吹矢橋公園

## 交通
道路
- 都市計画道路岡崎一色線[13]
  - 東岡崎駅前通り
  - 竜美丘会館通り
- 都市計画道路伝馬新線[13]

## その他

### 日本郵便
- 郵便番号 : 444-0862[4]（集配局：岡崎郵便局[14]）。

## 参考資料
- 「角川日本地名大辞典」編纂委員会 編『角川日本地名大辞典 23 愛知県』角川書店、1989年3月8日。ISBN 4-04-001230-5。
- 有限会社平凡社地方資料センター 編『日本歴史地名大系第23巻 愛知県の地名』平凡社、1981年。ISBN 4-582-49023-9。
- 新編岡崎市史編さん委員会 編『新編岡崎市史 資料 現代 11』1983年。
- 新編岡崎市史編さん委員会 編『新編岡崎市史 総集編 20』1993年。